# Вэньшуй
Вэньшу́й (кит. упр. 文水, пиньинь Wénshuǐ) — уезд городского округа Люйлян провинции Шаньси (КНР). Уезд назван в честь протекающей по его территории реки Вэньюй.

## История
При империи Цинь был образован уезд Далин (大陵县). При империи Западная Хань из него был выделен уезд Пинтао (平陶县). Во времена диктатуры Ван Мана уезд Далин был переименован в Данин (大宁县), но при империи Восточная Хань уезду было возвращено прежнее название. При империи Северная Вэй в 448 году уезд Далин был переименован в Шоуян (受阳县). При империи Суй в 590 году уезд Шоуян был переименован в Вэньшуй.
При империи Тан когда к власти пришла императрица У Цзэтянь, то в связи с тем, что её предки были родом из этих мест, уезд Вэньшуй был в 690 году переименован в Усин (武兴县, «процветание рода У»). После её смерти в 705 году уезду было возвращено название Вэньшуй.
В 1949 году был создан Специальный район Фэньян (汾阳专区), и уезд вошёл в его состав. В 1951 году Специальный район Фэньян был расформирован, и уезд вошёл в состав Специального района Юйцы (榆次专区). В 1958 году уезд Вэньшуй был присоединён к уезду Фэньян, но 1959 году воссоздан, оказавшись в составе Специального района Цзиньчжун (晋中专区). В 1967 году Специальный район Цзиньчжун был переименован в Округ Цзиньчжун (晋中地区).
В 1971 году был образован Округ Люйлян (吕梁地区), и уезд перешёл в его состав.
Постановлением Госсовета КНР от 23 октября 2003 года с 2004 года округ Люйлян был расформирован, а вместо него образован городской округ Люйлян.

## Административное деление
Уезд делится на 7 посёлков и 5 волостей.